# Chhattisgarh
Chhattisgarh är en delstat i norra Indien, bildad 2000 ur en del av Madhya Pradesh. Anledningen till den nya statusen som delstat var att flera andra nya delstater bildades samtidigt och att man i Chhattisgarh över seklerna utvecklat en distinkt regional sociokulturell identitet.

## Historia
Under lång tid styrdes området av Haihayadynastin, för att erövras först av stormogulerna, maratherna, och slutligen 1818 britterna. Under ledning av Vir Narain Singh gjordes uppror 1857 men detta slogs ner av britterna samma år.

## Geografi
Se lista över distrikt i Chhattisgarh.
Huvudstaden Raipur ligger längs stambanan mellan Bombay och Calcutta. Delstatens historiska geografiska benämning är South Kosala. Till avsevärd del ligger delstaten i regionen Chutia Nagpur.

## Samhälle
En tredjedel av befolkningen tillhör stamfolk och delstaten uppfattas ibland som dominerad av dessa befolkningsgrupper. Detta stämmer inte överens med demografiska fakta men kan förklaras av att stamfolken genom historien gjort uppror mot respektive härskare ett stort antal gånger. 
Det finns tre sjukhus för leprasjuka i Chhattisgarh.
BJP är starkaste politiska partiet i delstaten.
71,04 procent av befolkningen som är 7 år eller äldre var läskunniga vid folkräkningen 2011, därav 81,45 procent av männen och 60,59 procent av kvinnorna. Urbaniseringsgraden är 20,1 %.

## Ekonomi
Chhattisgarh är till 44 procent täckt av skog, vilket motsvarar 12 procent av hela Indiens skogsbestånd. 34,5 procent av delstaten är åkermark. Delstaten har en stor energiproduktion och exporterar energi till grannstaterna.
Inom gruvindustrin utvinns bland annat stenkol och järnmalm. Näringslivet domineras av jordbruk.